# Preußenstadion
El Preußenstadion se ubica en Münster, en el estado federado de Renania del Norte-Westfalia, Alemania. Su equipo titular es el SC Preußen Münster, club que actualmente juega en la 2. Bundesliga.

## Historia
En el momento de la construcción fue el Preußenstadion como uno de los más modernos estadios de fútbol en Alemania. Tenía una capacidad de aproximadamente 40 000 espectadores. Por razones de seguridad, la capacidad de la audiencia se redujo con el tiempo cada vez más, por lo que ahora está en 15 000, incluyendo casi 3000 asientos. La habitación permanente se divide en 4500 cubiertos y 7500 descubiertos. Sin embargo, el número total de asientos no es resultado de condiciones estructurales, pero por razones de reducción del ruido. Por lo tanto, la exención está en juego, es donde esperar particular interés posible para que hasta 18 500 visitantes pueden ser admitidos. El Preußenstadion fue el primer estadio de fútbol en Alemania con su propia estación de ferrocarril (Münster-Preußenstadion), pero que ahora estaba cerrado. En este estadio se encuentra en los primeros  Bundesliga 1963-64 temporada los partidos en casa de Prusia en su lugar. El Preußenstadion fue en la jornada inaugural de la temporada 1963-64 en el partido contra el Hamburgo SV el único y por lo tanto se vende el primer partido de la Bundesliga.
El 1 de noviembre de 1925, la reunión Preußen Münster contra Arminia Bielefeld Se ha enviado la primera transmisión en vivo de un partido de fútbol en la radiodifusión alemana del Preußenstadion. Comentarista en este juego era Bernhard Ernst.
Aunque el SC Preussen Münster también cuenta con una Atletismo departamento y en la década de 1960 se llevó a cabo también atletismo festivales deportivos en Preußenstadion esa pista de ceniza no fue reemplazado por una lámina de plástico.

## Rehabilitación desde 2008
El 14 de mayo de 2008, la reconstrucción preliminar de los planes para la remodelación de la antigua tribuna en 1948 el público se presentaron. Inicialmente previsto el Club, la nueva tribuna con el Walter Hellmich Baugesellschaft para darse cuenta. Estos planes no se pusieron en práctica debido a que la compañía con sede en Duisburg repente exigía más que la disponible € 5 150 000. Luego fue el Paderborn l  Bremer AG , ya había construido el Energieteam Arena, reunió en la compañía como la nueva construcción a bordo. Durante la reconstrucción completa de la tribuna (demolición el 11 de noviembre de 2008), la sala de situación de la recta opuesta fueron adicionalmente. techada. Para igualar ante el Leverkusen II, 14 de noviembre de 2008, se completó el techo de la recta de atrás.
17 de enero de 2009 se derrumbó parte de la construcción de la cubierta de la cáscara de la nueva tribuna, dos trabajadores de la construcción resultaron heridos Después de dos días de interrupción, el trabajo se reanudó y completó el proyecto de construcción en la fecha prevista.
La nueva tribuna tiene una capacidad de 2.885 asientos, incluyendo cerca de 800 plazas de negocios, y ofrece diferentes salas de reuniones, salas de prensa y diez primeros palcos vip. El costo de conversión de € 4,8 millones fue la ciudad de Münster. La tribuna fue entregado el 16 de mayo de 2009 y oficialmente inaugurado el 21 de agosto de 2009, antes de la final del campeonato contra el FC Schalke 04 II.
En el curso de la renovación funciona un marcador electrónico fue instalado en Preußenstadion en verano de 2010 por primera vez. El panel, que estaba previamente en una obra de ThyssenKrupp utilizado, fue al encuentro de la Copa alemana contra VfL Wolfsburg el 15 de agosto de 2010 enBetrieb.
Durante el 31. Gameday de la temporada 2010/2011 18 500 espectadores llegaron al partido de Liga Regional contra el segundo equipo de Borussia Monchengladbach. Esto fue no sólo un nuevo récord de asistencia en el cuarto de la Liga, sino también el juego, la subida del Preußen Münster, en la 3. Liga por un 3: 0 victoria asegurada.
Al comienzo de la temporada 2011/2012, se produjo una modernización de los focos, como lo exige la DFB para las emisiones de televisión. La inauguración del nuevo sistema de iluminación con focos fue el 17 de agosto con motivo del partido en casa contra el SV Babelsberg 03 en lugar de (1 : 1).
En el verano antes del comienzo de la temporada 2012/13 fue la más de 60 años de edad, césped sobre el que los prusianos en 1963 negó su primer partido en casa, sustituye e instalado un nuevo césped. Este curso también tuberías de las bases para el futuro de calentamiento del suelo. La apertura de la nueva corte se llevó a cabo el 28 de julio de 2012 en el primer partido en casa de la nueva temporada 2012/13 contra el Chemnitzer FC. Además, lleva a cabo trabajos de renovación de menor importancia, que con la ayuda de voluntarios de los fanes y patrocinadores erfolgten.